# مو جی-سو
مو جی-سو (انگلیسی: Mo Ji-soo؛ زادهٔ ۳ ژوئن ۱۹۶۹) ورزشکار اسکیت سرعت مسیر کوتاه اهل کره جنوبی است.
وی در مسابقات کشوری و بین‌المللی در مجموع برندهٔ ۳ مدال طلا، ۳ مدال نقره، ۲ مدال برنز شده‌است.